# Disopiramide
Il  disopiramide  è un principio attivo di indicazione specifica contro le anomalie del ritmo cardiaco (aritmie)

## Indicazioni
Viene utilizzato come terapia contro aritmie ventricolari e sopraventricolari.

## Farmacocinetica
La disopiramide ha un'ottima biodisponibilità orale. È assorbita rapidamente dal tratto gastrointestinale: il picco plasmatico è raggiunto in 1-3 ore. 
L'emivita plasmatica va da 5 a 7 ore.
Circa metà della dose somministrata è escreta immodificata nelle urine. La restante parte è metabolizzata da enzimi epatici; il principale metabolita è la forma N-dealchilata, che conserva il 50% dell'attività ed è escreto per via renale.

## Controindicazioni
Controindicato in soggetti con blocco cardiaco, shock cardiogeno e grave insufficienza cardiaca.

## Effetti indesiderati
Fra gli effetti collaterali più frequenti si riscontrano tachicardia ventricolare, ipotensione, nausea, psicosi, torsione di punta.